# 金勝村
金勝村（こんぜむら）は滋賀県栗太郡にあった村。現在の栗東市の南半にあたる。

## 地理
- 山岳：鶏冠山、竜王山、阿星山
- 河川：金勝川、穴口川、細川

## 地域
- 学校：金勝村立金勝小学校

## 歴史
- 1889年（明治22年）4月1日 - 町村制の施行により、井上村・東坂村・御園村・荒張村・上砥山村・観音寺村の区域をもって発足。
- 1954年（昭和29年）10月1日 - 治田村・葉山村・大宝村と合併して栗東町が発足。同日金勝村廃止。